# دیکتاتور خیرخواه جاویدان
دیکتاتور خیرخواه جاویدان (به انگلیسی: Benevolent dictator for life) یا به اختصار BDFL، عنوانی است که به تعداد کمی از رهبران پروژه‌های نرم‌افزاری آزاد و متن‌باز گفته می‌شود. این عنوان معمولاً به رهبر پروژه‌هایی گفته می‌شود که خود بنیان‌گذار پروژه بوده‌اند و در مباحثات و اختلاف‌ها حرف نهایی را می‌زنند. کاربران و توسعه‌دهندگان پروژه به این رهبر آنقدر اعتماد دارند که او نمی‌تواند از قدرتش سوءاستفاده کند. این لقب اولین بار در سال ۱۹۹۵ در اشاره به خودو فان روسوم، خالق زبان برنامه‌نویسی پایتون استفاده شد. کمی پس از اینکه فان روسوم به CNRI پیوست، این اصطلاح در یک ایمیلی از طرف کن منهیمر در مورد دیداری برای تشکیل دادن یک گروه نیمه‌رسمی جهت نظارت بر روی توسعه زبان پایتون، مورد استفاده قرار گرفته بود.
BDFL را نباید با اصطلاح رایج‌تر دیکتاتوری خیرخواه که در مورد رهبران پروژه‌های متن‌باز مورد استفاده قرار می‌گیرد، اشتباه گرفت، که این اصطلاح توسط اریک ریموند به محبوبیت رسید. ریموند شرح می‌دهد که چگونه طبیعت و سرشت متن‌باز، دیکتاتور پروژه را مجبور می‌کنند تا «خیرخواه» باشد، چرا که وجود یک اختلاف عمده در پروژه، ممکن است باعث شود تا پروژه تحت حکومت رهبران ناراضی، منشعب شود.

## نمونه‌ها
- تون روزندال، خالق بلندر[۱]
- دریز بایترت، خالق دروپال[۲]
- ریچارد استالمن، بنیان‌گذار پروژه گنو
- لینوس توروالدز، خالق هسته لینوکس[۳]
- استیو کوست، بنیان‌گذار اوپن‌استریت‌مپ[۴]
- لری وال، خالق پرل[۵]
- راسموس لردورف، خالق پی‌اچ‌پی[۶]
- خودو فان روسوم، خالق پایتون (زبان برنامه‌نویسی)[۷][۸]
- برایان بی. ریپلی، عضو تیم اصلی R[۹]
- یوکیهیرو ماتسوموتو، خالق روبی (زبان برنامه‌نویسی)[۱۰]
- دیوید هاینمیر هانسن، خالق روبی آن ریلز[۱۱]
- فابیو ارکولیانی، خالق سابایون لینوکس[۱۲]
- پتریک وولکردینگ، خالق اسلکور[۱۳]
- کریس لاتنر، بنیان‌گذار و رهبر ال‌ال‌وی‌ام، کلنگ (کامپایلر), و پروژه‌های مرتبط
- تئو درات، بنیان‌گذار و رهبر اوپن‌بی‌اس‌دی و اپن‌اس‌اس‌اچ[۱۴]
- گاوین اندرسون و ساتوشی ناکاموتو، به ترتیب توسعه‌دهنده اصلی بیت‌کوین و مخترع آن
- فرناندو پرز خالق آی‌پایتون مفسر تعاملی پیشرفته برای پایتون
- رایان دال خالق نود.جی‌اس[۱۵][۱۶]
- مارتین ادرسکای خالق اسکالا[۱۷]